# Nostra Senyora dels Àngels del Papiolet
Nostra Senyora dels Àngels del Papiolet és un edifici religiós de Sant Jaume dels Domenys (Baix Penedès) inclòs a l'Inventari del Patrimoni Arquitectònic de Catalunya.

## Descripció
Església de construcció moderna, d'una sola nau, encara que a la banda esquerra té una nau lateral que s'utilitza, en part com a porxo i en part com a sagristia. El porxo està format per uns arcs de mig punt, sobre els quals s'han deixat a mig bastir les parets -sembla que la construcció sigui inacabada-. A la part dreta ressalten quatre contraforts intercalats amb tres rosasses. Als peus de l'església i damunt tres finestres semicirculars, veiem la inscripció: «Iglesia de Nuestra Señora de los Angeles, 1950». L'edifici està rematat per una espadanya d'un sol cos. L'entrada, a mà esquerra, presenta un cancell a l'interior. Destaca la manca d'absis i la coberta a dues vessants. A l'altar major hi ha la imatge de la Mare de Déu dels Àngels, del segle XX (1950).

## Història
Es construí davant a causa de la necessitat de posar fi a l'inconvenient de desplaçar-se a Sant Jaume dels Domenys.
La iniciativa sorgí del sr. Pau Gener, i la secundà tot el poble, oferint el seu treball i els seus donatius. L'església s'inaugurà el 6 d'agost de 1950, sent rector de la parròquia Antoni Ros i Leconte.